# Finlandiastenen
Finlandiastenen er en sten fra Finland, som i 1967 blev fragtet til Danmark og foræret til Vestskoven som en gave fra Finland. Stenen blev officielt overdraget af Finlands præsident Urho Kekkonen, og den er i dag placeret i Vestskovens østlige del, ca. 1,5 km øst for Herstedøster i Albertslund Kommune.